# Droga N980 (Holandia)
Droga prowincjonalna N980 (nid. Provinciale weg 980) – droga prowincjonalna w Holandii, w prowincji Groningen. Łączy autostradę A7 na północ od Marum z drogą prowincjonalną N355 w Zuidhorn.
N980 to droga jednopasmowa o maksymalnej dopuszczalnej prędkości 80 km/h. W gminie Marum droga nosi nazwę Noorderweg. W gminie Grootegast droga nosi kolejno nazwy Noordwijkerweg, Provincialeweg, Bovenweg, Hoofdstraat, Langewolderweg, Eekebuursterweg, Smidshornerweg i Millinghaweg. W gminie Zuidhorn droga nosi nazwę Fanerweg.